# František Schubert
František Schubert (27. dubna 1894 Mladá Boleslav – 19. dubna 1942 Lodž) byl český šachový mistr.

## Život
Narodil se v rodině Karla Schuberta a jeho manželky Aloisie, rozené Perutzové. Maturoval v Mladé Boleslavi, studium práv úspěšně ukončil roku 1919 na německé Karlo-Ferdinandově univerzitě v Praze. Pracoval v Praze jako advokát. V pozdějších dokladech uváděl, že je římskokatolického náboženství, pro židovský původ se stal obětí holocaustu.

## Šachová dráha
Před 1. světovou válkou obsadil v Plzni 4. místo (zvítězili (Amos Pokorný a Zářecký), v roce 1913 hrál v České Třebové a obsadil 7. místo v Mladé Boleslavi (Český šachový turnaj, zvítězil Karel Hromádka).
V roce 1915 obsadil 5. místo ve Vídni (7. Třebíčský memoriál, zvítězil Carl Schlechter). Po válce zvítězil v roce 1919 v Praze (Československý šachový turnaj),, v Pražském městském turnaji v roce 1921 se umístil na 12. místě (zvítězil Hromádka a František Treybal), zvítězil v Praze v roce 1925 (2. Kautského memoriál), získal společné 6. místo v Praze v roce 1926 (3. Kautského memoriál, zvítězili Jan Schulz, Prokop a Karel Skalička), obsadil 9. místo ve Scarborough v roce 1928 (zvítězil William Winter),, získal 14. místo v Praze v roce 1933 (10. Kautského memoriál, zvítězil Karel Opočenský), a společné 2. až 4. místo v Praze v roce 1939 (Olympijská kvalifikace, zvítězil Jiří Pelikán).